# Langhorns (album)
Langhorns to pierwsza płyta długogrająca zespołu Langhorns.

## Lista utworów
1. Tierra Del Fuego
2. Penetration
3. Mother Of Earth
4. Buccaneer
5. The Sinner
6. El Guapo
7. Knuckleduster
8. Squad Car
9. John Doe
10. The Quiet Surf
11. Latinia
12. Awesome
13. Langhorn
14. The Poker
15. The Eternal Wave
16. Pretty Please